# Long ton
De long ton of Engelse ton is de eenheid "ton" in het avoirdupoids- of imperiale systeem van maten en gewichten. Deze wordt in het Verenigd Koninkrijk en andere landen van het Gemenebest van Naties gebruikt, hoewel hij voor officiële toepassingen vervangen is door de metrieke ton. Hij komt overeen met 2240 Engelse ponden (exact 1016,0469088 kilogram). De eenheid wordt nog beperkt gebruikt in de Verenigde Staten, voornamelijk om het deplacement van schepen aan te geven. De long ton was de eenheid die gebruikt werd in de internationale overeenkomsten in het interbellum, zoals het Verdrag van Londen uit 1930, waarin het maximale deplacement van oorlogsschepen werd aangegeven. Voor slagschepen was dit bijvoorbeeld 35.000 (long) ton.
De standaard-ton in het Amerikaanse maatsysteem is de short ton, gelijk aan 2000 Engelse ponden (exact 907,18474 kg). Zowel long tons als short tons zijn gedefinieerd als 20 centenaars (hundredweight), maar een centenaar is 112 pond (wat overeenkomt met 8 stone) in het imperiale systeem (long of gross hundredweight) en 100 pond in het Amerikaanse systeem (short of net hundredweight).
De long ton heeft geen officieel symbool. Voor de invoering van het metrieke stelsel gebruikte men t, die nu echter voorbehouden is aan de metrieke ton, maar het correcte symbool voor een metrieke ton is Mg. Als officieus symbool voor de long ton wordt daarom dikwijls een afkorting gebruikt, zoals ltn.
De metrieke ton wordt in het Engels geschreven als tonne, naar Frans voorbeeld.